# 機械鼠
機械鼠（英文：robo-rat或ratbot）又稱為遙控老鼠（英文：remotely guided rat），是在前腦內側束（MFB）和大腦的感覺運動皮層中植入電極的大鼠。它們是2002年由紐約州立大學下州醫學中心的Sanjiv Talwar和John Chapin開發的。老鼠穿著一個裝有無線電接收器和電刺激器的小型電子背包。大鼠通過其背包在感覺運動皮層中受到遠程刺激，這會使大鼠在其左或右鬍鬚上產生感覺，而在MFB中的刺激則被解釋為獎勵或愉悅。
在使用MFB刺激作為獎勵的一段時間的訓練和調節後，可以響應晶須刺激信號將大鼠遠程定向為向左，向右和向前移動。可以沿著障礙物路線粗略地引導動物，跳過小間隙並縮放障礙物。

## 外部連結
- BBC News Feature on Ratbots
- Nature article discussing Ratbots （页面存档备份，存于）
- Original announcement of Ratbot in Nature （页面存档备份，存于）
- New Scientist article on Ratbots （页面存档备份，存于）